# Akilia
Akilia är en ö i Grönland (Kungariket Danmark).   Den ligger i kommunen Sermersooq, i den sydvästra delen av Grönland. På ön finns nästan ingen växtlighet.